# Amber Midthunder
Amber Midthunder (Santa Fe, 1997. április 26. –) amerikai színésznő, a Fort Peck Sioux törzs tagja. 
Leginkább az FX Légió és a The CW Roswell, New Mexico című sorozatokból ismert.

## Élete és pályafutása
Édesapja David Midthunder színész, édesanyja, Angelique Midthunder pedig szereplőválogatási rendező és kaszkadőr. Amber amerikai őslakos, a Fort Peck Sioux törzs tagjai közé tartozik, de anyai ágon thai-kínai felmenőkkel is rendelkezik.

## Filmográfia

### Film
| Év   | Magyar cím       | Eredeti cím                        | Szerep                          | Magyar hang            | Ref.                 |
| ---- | ---------------- | ---------------------------------- | ------------------------------- | ---------------------- | -------------------- |
| 2001 |                  | The Homecoming of Jimmy Whitecloud | kislány                         |                        |                      |
| 2002 | A dzsungel titka | Deadly Species                     | Calusa törzstag                 |                        |                      |
| 2004 |                  | Reservation Warparties (rövidfilm) | kishúg                          |                        |                      |
| 2008 | Tiszta napfény   | Sunshine Cleaning                  | lány az édességboltban          |                        | [ 8 ]                |
| 2008 | Döntő szavazat   | Swing Vote                         | tanuló                          |                        | [ 9 ]                |
| 2009 | Nem feledve      | Not Forgotten                      | Amaya Bishop fiatalon           |                        |                      |
| 2013 |                  | Don't (rövidfilm)                  | Abby                            |                        |                      |
| 2013 |                  | #nightslikethese (rövidfilm)       | Rowan                           |                        |                      |
| 2014 |                  | Drunktown's Finest                 | modell                          |                        | [ 10 ] [ 11 ]        |
| 2014 |                  | Gaming (rövidfilm)                 | Julie C de Baca                 |                        |                      |
| 2015 |                  | Spare Parts                        | Nikki                           |                        |                      |
| 2015 |                  | Bare                               | Malya (stáblistán nem szerepel) |                        |                      |
| 2016 | A préri urai     | Hell or High Water                 | Vernon Teller                   | Lipcsey Colini Borbála | [ 12 ] [ 13 ]        |
| 2016 |                  | Priceless                          | Maria                           |                        | [ 14 ]               |
| 2018 |                  | 14 Cameras                         | Danielle                        |                        | [ 15 ] [ 16 ]        |
| 2019 |                  | Only Mine                          | Julie Dillon                    |                        | [ 17 ] [ 18 ] [ 19 ] |
| 2019 |                  | Prayers of a Saint (rövidfilm)     | Maya                            |                        |                      |
| 2019 |                  | She's Missing                      | Honey                           |                        |                      |
| 2020 |                  | Centurion the Dancing Stallion     | Elissa Hall                     |                        | [ 20 ]               |
| 2021 | Az oltalmazó     | The Marksman                       | benzinkúti eladó                | Laudon Andrea          |                      |
| 2021 | Jeges pokol      | The Ice Road                       | Tantoo                          | Mikecz Estilla         | [ 21 ] [ 22 ]        |
| 2021 |                  | The Wheel                          | Albee                           |                        |                      |
| 2022 | Préda            | Prey                               | Naru                            | Dér Marus              | [ 23 ] [ 24 ]        |
| 2023 | Álmaid hőse      | Dream Scenario                     | Haley                           |                        |                      |
| 2024 | Navajo kosarasok | Rez Ball                           | Dezbah Weaver                   |                        |                      |
| 2025 |                  | Opus                               | Belle                           |                        |                      |
| 2025 | Novokain         | Novocaine                          | Sherry Margrave                 | Laudon Andrea          |                      |

### Televízió
| Év        | Magyar cím                    | Eredeti cím                      | Szerep                   | Megjegyzések                                     | Ref.                 |
| --------- | ----------------------------- | -------------------------------- | ------------------------ | ------------------------------------------------ | -------------------- |
| 2012–2014 |                               | Longmire                         | Lilly Stillwater         | 2 epizód                                         |                      |
| 2014      | Banshee                       | Banshee                          | Lana Cleary              | 2 epizód                                         |                      |
| 2015      | Az ősi prófécia               | Dig                              | Starlet                  | 1 epizód                                         |                      |
| 2016      | A sötétség kora               | The Originals                    | Kayla                    | 1 epizód                                         |                      |
| 2017–2019 | Légió                         | Legion                           | Kerry Loudermilk         | főszereplő magyar hangja Pap Katalin             | [ 25 ] [ 26 ] [ 27 ] |
| 2018      |                               | The Misadventures of Psyche & Me | Lizzie                   | minisorozat                                      |                      |
| 2019–2022 | Roswell: New Mexico           | Roswell, New Mexico              | Rosa / Rosalinda Ortecho | visszatérő szerep (1. évad) főszerep (2-4. évad) | [ 28 ] [ 29 ] [ 30 ] |
| 2021      |                               | Long Gone Gulch                  | BW (hangja)              |                                                  | [ 31 ]               |
| 2022      | A rezervátum kutyái           | Reservation Dogs                 | MissM8tri@rch            | 1 epizód                                         |                      |
| 2024      | Avatár – Az utolsó léghajlító | Avatar: The Last Airbender       | Yue hercegnő             | visszatérő szerep                                | [ 32 ]               |